# Moscow mule
Moscow Mule também conhecido como vodka buck é um cocktail feito com vodka, cerveja de gengibre picante, e suco de limão. Tradicionalmente, a bebida é servida numa caneca de cobre, que pode ser decorada com uma fatia de limão em sua borda.
A bebida foi criada no início da década de 1940 no "Chatham Hotel", em Manhattan, Nova Iorque quando no lançamento da cerveja de gengibre picante. Outra versão põe a origem da bebida na mesma data e local, mas na ocasião de um dos bartenders ter que limpar o estoque de vodka e cerveja de gengibre. Pelo forte sabor da cerveja e o uso de vodka, ganhou o nome de Moscow mule (mula de Moscou), mas a bebida é de origem estadunidense.
Em 2022, bares estadunidenses passaram a chamar o drink de "Kiev mule" após a invasão russa na Ucrânia no começo do ano.

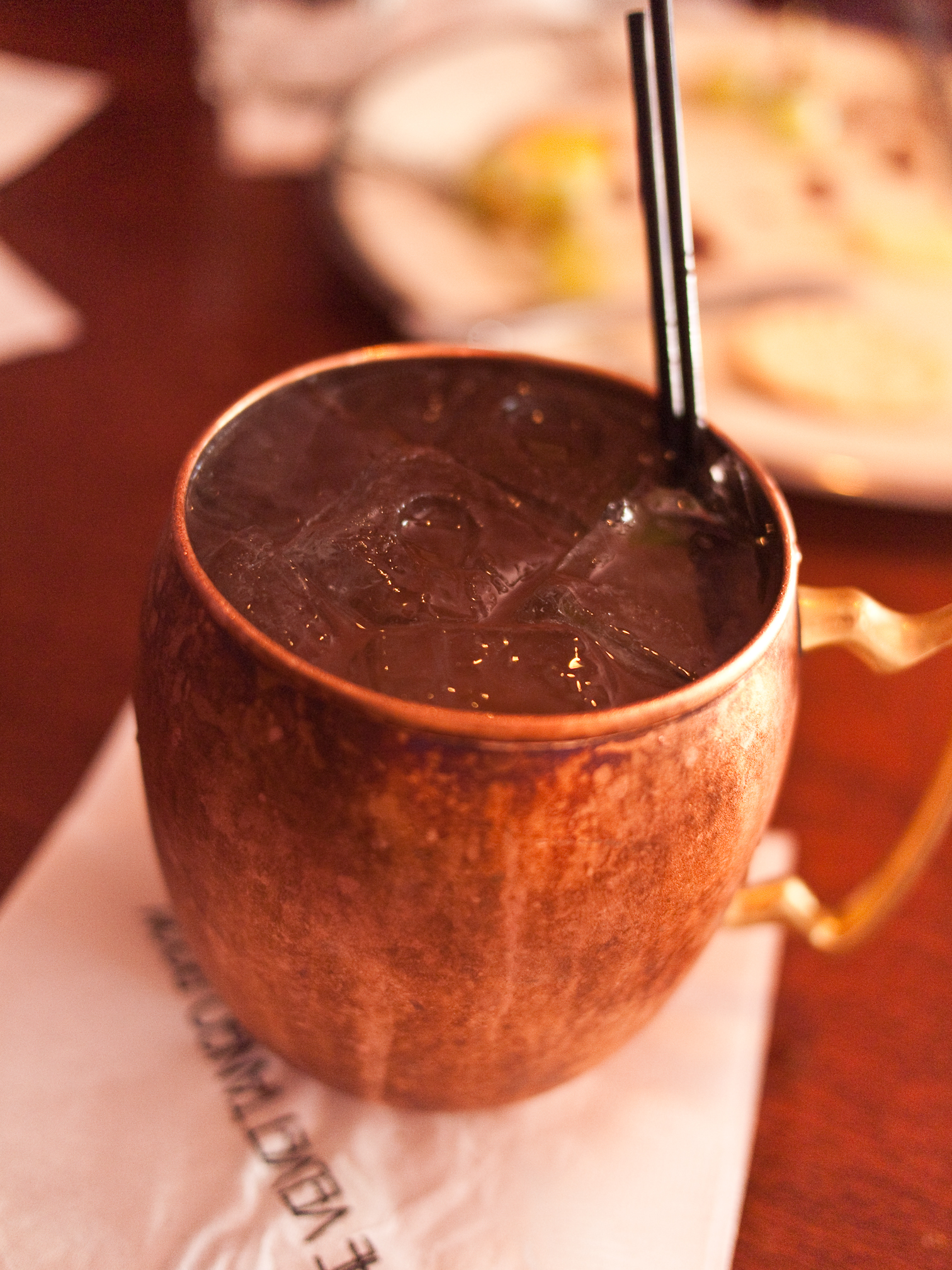
Moscow Mule sem a decoração na borda